# Wydział Historii Uniwersytetu Warszawskiego

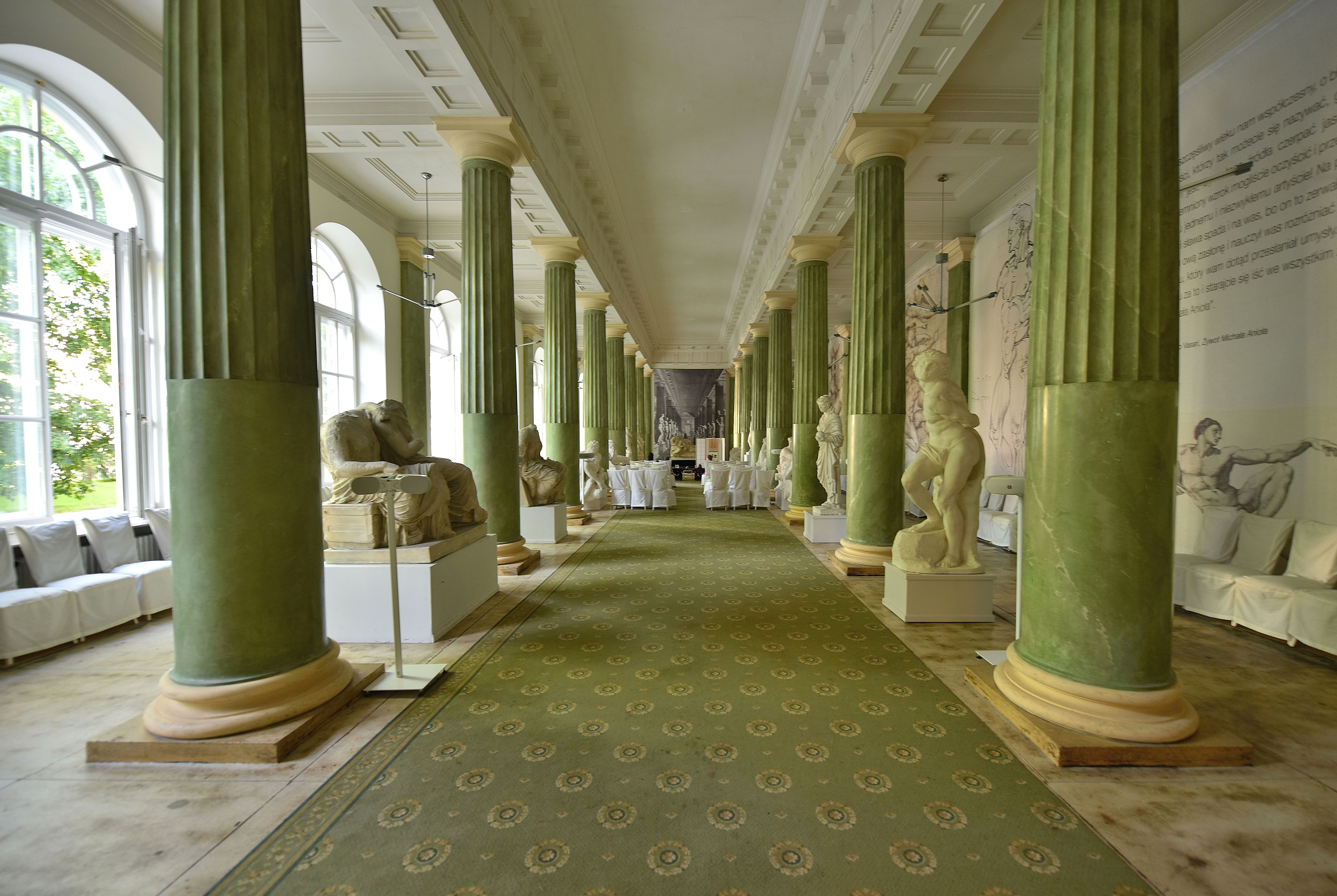
Sala Kolumnowa w Gmachu Pomuzealnym

Wydział Historii Uniwersytetu Warszawskiego – wydział Uniwersytetu Warszawskiego, powstały 1 września 2020 r. z przekształcenia Instytutu Historycznego funkcjonującego w ramach nieistniejącego już Wydziału Historycznego. Instytut Historyczny został powołany do życia w roku 1930 w ramach ówczesnego Wydziału Humanistycznego UW, od 1950 r. wchodził w skład Wydziału Historycznego UW, decyzją Rektora UW z 15 czerwca 2020 r. został przekształcony w odrębny wydział.
Na Wydziale pracuje ponad 100 nauczycieli akademickich.

## Władze kadencji 2024–2028
Dziekan: dr hab., prof. ucz. Łukasz Niesiołowski-Spanò
Prodziekan ds. studenckich: dr hab. Aneta Pieniądz
Prodziekan ds. nauki i współpracy międzynarodowej: dr hab., prof. ucz. Marzena Zawanowska
Prodziekan ds. finansowych i ogólnych: prof. dr hab. Michał Leśniewski

## Struktura
- Zakład Historii Starożytnej

W 1922 roku powstała Katedra Historii Starożytnej, której kierownictwo powierzono prof. Tadeuszowi Wałkowi-Czerneckiemu. Po wojnie pracę nad odbudową życia naukowego Instytutu Historycznego podjęła prof. Iza Bieżuńska-Małowist, która od września 1947 r. została zatrudniona w Instytucie jako starszy asystent. W 1952 r. objęła ona stanowisko kierownika Katedry, a od 1969 r. – Zakładu Historii Starożytnej, które zajmowała do chwili przejścia na emeryturę w 1987 roku. Następnie kierownikiem Zakładu Historii Starożytnej została prof. Ewa Wipszycka-Bravo. W latach 1996–2008 stanowisko to zajmował prof. Włodzimierz Lengauer, w latach 2009–2021 prof. Adam Ziółkowski, a od 2021 dr hab. Krystyna Stebnicka.
- Zakład Historii Średniowiecznej

Zakład Historii Średniowiecznej Powszechnej i Polski powstał w 1969 roku w wyniku przekształcenia Katedry Historii Powszechnej Średniowiecza oraz Katedry Historii Polski do XVIII wieku. Kierowali nim kolejno: prof. Marian Małowist (1969 – 1979), prof. Benedykt Zientara (1979 – 1983), prof. Henryk Samsonowicz (1983 – 2000), prof. Karol Modzelewski (2000 – 2005), prof. Roman Michałowski (2005-2019), prof. Grzegorz Myśliwski (2019-2025). Od 2025 roku kierownikiem Zakładu jest prof. Marcin Pauk.
- Zakład Historii Nowożytnej

Kierownikiem Zakładu do 2010 roku była prof. Zofia Zielińska. Jej następcą, był prof. Dariusz Kołodziejczyk. Od 2014 roku Zakładem kierowała prof. Urszula Augustyniak (do IV 2019). Od kwietnia 2019 do czerwca 2022 funkcję tę ponownie pełni prof. Dariusz Kołodziejczyk. Od lipca 2022 kierownikiem Zakładu Historii Nowożytnej została Urszula Kosińska.
- Zakład Historii XIX wieku

Zakładem w przeszłości kierowali: prof. Jerzy Skowronek (1982-1994), prof. Anna Żarnowska (1994-2003), prof. Tomasz Kizwalter (2003-2012). W latach 2013–2020 kierownikiem zakładu była prof. Małgorzata Karpińska. Od 2020 funkcję tę pełni dr hab. Artur Markowski.
- Zakład Historii XX wieku

W 1969 utworzono Zakład Historii Najnowszej Powszechnej i Polski oraz Zakład Historii Powszechnej i Geografii Świata Współczesnego, natomiast w 1974 roku utworzono dodatkowo Zakład Historii Polski Ludowej.
Historyków zajmujących się XX stuleciem połączono w 1990 roku w ramach Zakładu Historii Najnowszej, przemianowanego następnie na Zakład Historii XX wieku. Jego pracami kierowali kolejno prof. Marian Wojciechowski, prof. Tomasz Wituch, od 2003 do 2015 roku prof. Andrzej Chojnowski, od 2015 do 2021 prof. Romuald Turkowski, od 2021 do 2023 dr hab. Dobrochna Kałwa, od 2023 do 2024 prof. Michał Leśniewski, od 2024 prof. Piotr M. Majewski. 
- Zakład Nauk Pomocniczych Historii, Źródłoznawstwa i Metodologii

Zakład zajmuje się problematyką z zakresu szeroko rozumianego źródłoznawstwa i archiwistyki. Jest ona obecna w programie studiów historycznych od wznowienia Uniwersytetu Warszawskiego w 1915 r. – przede wszystkim w ramach zajęć i wykładów seminarium historii średniowiecza. Nacisk kładziony był na zagadnienia dyplomatyki i paleografii. Instytucjonalnie związały się one z katedrą, którą kierował od 1934 r. prof. Stanisław Kętrzyński. Zajęcia były kontynuowane w ramach tajnego nauczani podczas II wojny światowej. W odbudowanym w 1945 r. Instytucie Historycznym katedrę ponownie objął Stanisław Kętrzyński po powrocie z obozu koncentracyjnego w Oświęcimiu. Po jego rychłej śmierci w 1950 r. katedrą kierował długie lata prof. Aleksander Gieysztor, po nim prof. Ireneusz Ihnatowicz, a następnie (1999-2008) prof. Maria Koczerska. Kierownikiem Zakładu w latach 2008-2020 był prof. Sławomir Gawlas, a następnie prof. Agnieszka Bartoszewicz (2020-2025). Od 2025 r. funkcję tę pełni prof. Piotr Węcowski.
- Zakład Dydaktyki Historii i Historii Historiografii

Kierownikiem Zakładu – po prof. Barbarze Wagner – jest dr hab. Katarzyna Błachowska.

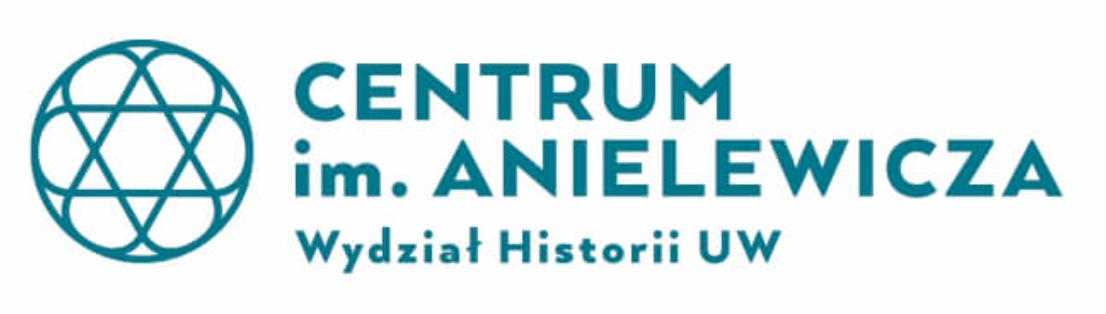
Logo Centrum im. Anielewicza

- Centrum Badania i Nauczania Dziejów i Kultury Żydów w Polsce im. Mordechaja Anielewicza

Centrum im. Anielewicza powstało w 1990 r. na mocy umowy pomiędzy Uniwersytetem Warszawskim i Fundacją Jacka Fliderbauma. Obecnie funkcjonuje na zasadzie zakładu na Wydziale Historii Uniwersytetu Warszawskiego.
Twórcą Centrum im. Anielewicza jest prof. dr hab. Jerzy Tomaszewski, który kierował nim do przejścia na emeryturę w 2001 r. W latach 2001–2013 kierownikiem Centrum była dr hab. Jolanta Żyndul, obecnie funkcję tę pełni dr hab. Anna Michałowska-Mycielska.
- Biblioteka Wydziału Historii UW[11]

## Działalność dydaktyczna
Na Wydziale Historii Historycznym prowadzone są studia z zakresu historii (pierwszego i drugiego stopnia) w trybie dziennym i zaocznym oraz „Historia i kultura Żydów” – studia pierwszego stopnia (od 2014 roku) i drugiego stopnia (od 2017 roku). Na WH UW prowadzone są również studia podyplomowe w zakresie: Historii, Archiwistyki i Varsavianistyki.
W roku 2017, 2018, 2019, 2020 i 2021 w rankingu miesięcznika 'Perspektywy', studia historyczne prowadzone na WH UW zajęły pierwsze miejsce. W ogólnoświatowym rankingu najlepszych kierunków studiów (QS World University Rankings) studia historyczne prowadzone na Wydziale Historii UW  jako jedyny kierunek historyczny w Polsce – zostały odnotowane w latach 2018 i 2019.

## Działalność naukowa
Poza działalnością dydaktyczną WH UW prowadzi działalność badawczą poprzez organizację konferencji oraz liczne publikacje. W ewaluacji działalności naukowej za lata 2017–2021 dyscyplina historia prowadzona na Uniwersytecie Warszawskim otrzymała najwyższą kategorię A+. 
Wydział Historii jest wydawcą lub współwydawcą czasopism: Przegląd Historyczny, Palamedes. A Journal of Ancient History, Quaestiones Medii Aevi Novae, U Schyłku Starożytności. Studia źródłoznawcze; serii wydawniczych: Studia historyczno-wojskowe, Fasciculi Historici Novi, Akme. Studia Historica. W IH UW publikowane jest również (od 1983 roku) czasopismo studenckie Teka Historyka. Na WH UW realizowane są projekty badawcze (granty) NCN, NPRH oraz ERC.

## Historia WH UW
W 1913 r., jeszcze przed restytucją Uniwersytetu Warszawskiego (1915 r.) powstał Gabinet Historycznego Towarzystwa Warszawskiego, skupiający warszawskie środowisko historyczne, w którym energicznie działał późniejszy twórca IH Marceli Handelsman.
Ministerstwo Wyznań Religijnych i Oświecenia Publicznego pismem z dnia 18 III 1931 r. N.IV.SW 1904/31 zatwierdziło uchwałę Rady Wydziałowej, tworzącą Instytut Historyczny, przy Wydziale Humanistycznym, w skład którego weszły wszystkie istniejące wówczas seminaria historyczne, a mianowicie: Seminarium Historii Starożytnej, którym kierował prof. Tadeusz Wałek-Czernecki, Seminarium Historii Polski Wieków Średnich (prof. Jan K. Kochanowski), Seminarium Historii Polski Nowożytnej (prof. Wacław Tokarz), Seminarium Historii Powszechnej (prof. Marceli Handelsman), Seminarium Historii Europy Wschodniej (prof. Oskar Halecki), Seminarium Historii Ukrainy (prof. Myron Korduba), Seminarium Historii Gospodarczo-Społecznej i Geografii Historycznej (prof. Stanisław Arnold).
Kierownikiem administracyjnym Instytutu został prof. Marceli Handelsman. W 1938 roku Instytut zmienił siedzibę i przeniósł się do Pawilonu Sztuk Pięknych, tzw. gmachu pomuzealnego (obecna siedziba Instytutu).
Podczas II wojny światowej Marceli Handelsman kierownictwo podziemnego studium historycznego przekazał doc. Tadeuszowi Manteufflowi. Studium rozpoczynając działalność jesienią 1940 r. liczyło 3 wykładowców i 6 słuchaczy. W ostatnim roku akademickim (1943-44) rozrosło się do 12 wykładowców i 90 słuchaczy.
W latach 1945–1955 Instytutem kierował prof. Tadeusz Manteuffel. Instytut rok akademicki 1945/46 rozpoczął z programem studiów stosowanym z powodzeniem w czasie wojny. Program ten dzielił 4-letnie studia magisterskie na 2 okresy. Pierwszy, przeznaczony na wykłady i zajęcia o charakterze encyklopedycznym, kończył się obowiązkowym egzaminem. Drugi okres studiów przebiegał pod znakiem specjalizacji i swobody wyboru zajęć.
W 1951 r. Wydział Humanistyczny podzielony został na trzy wydziały: Filozoficzno-Społeczny, Historyczny i Filologiczny. W skład Wydziału Historycznego weszły: Instytut Historyczny (11 katedr), Zespół Katedr Historii Sztuki, Instytut Papirologii, Archeologia oraz Muzykologia. W 1952 roku MSWiN zmniejszyło liczbę katedr, zachowując katedry: Historii Polski feudalnej, Historii Polski nowożytnej i najnowszej, Historii ZSRR oraz Historii powszechnej.
Na początku lat pięćdziesiątych doszło również do wydłużenia studiów magisterskich do pięciu lat.
W latach 1955–1975 Instytutem kierował prof. Aleksander Gieysztor. W 1975 r. kierownictwo Instytutu przejął prof. Henryk Samsonowicz (który 1 października 1980 r. został rektorem UW).

## Dyrektorzy Instytutu Historycznego i Dziekani Wydziału Historii UW
Dyrektorzy Instytutu Historycznego:
- Marceli Handelsman, 1930-1939
- Tadeusz Manteuffel, 1940-1955
- Aleksander Gieysztor, 1955-1975
- Henryk Samsonowicz, 1975-1980
- Antoni Mączak, 1980-1987
- Juliusz Łukasiewicz, 1987-1993
- Bronisław Nowak, 1993-2002
- Michał Tymowski, 2002-2008[17]
- Maria Koczerska, 2008-2012
- Dariusz Kołodziejczyk, 2012-2016
- Łukasz Niesiołowski-Spanò, 2016-2020

Dziekani Wydziału Historii:
- Łukasz Niesiołowski-Spanò, od 2020

## Historycy związani z Wydziałem Historii (wcześniej Instytutem Historycznym) UW
- Stanisław Arnold (1895-1973)
- Urszula Augustyniak
- Majer Bałaban (1877-1942)
- Jacek Banaszkiewicz
- Marek Barański
- Andrzej Bartnicki (1933-2004)
- Ludwik Bazylow (1915-1985)
- Iza Bieżuńska-Małowist (1917-1995)
- Jerzy W. Borejsza (1935-2019)
- Włodzimierz Borodziej (1956-2021)
- Tadeusz Cegielski
- Jan Dzięgielewski
- Andrzej Garlicki (1935-2013)
- Natalia Gąsiorowska (1881-1964)
- Aleksander Gieysztor (1916-1999)
- Barbara Grochulska (1924-2017)
- Oskar Halecki (1891-1973)
- Marceli Handelsman (1882-1945)
- Stanisław Herbst (1907-1973)
- Jerzy Holzer (1930-2015)
- Ireneusz Ihnatowicz (1928-2001)
- Henryk Jabłoński (1909-2003)
- Leszek Jaśkiewicz (1945-2005)
- Andrzej Karpiński
- Jadwiga Karwasińska (1900-1986)
- Łukasz Kądziela (1955-1997)
- Jan Kancewicz (1916-2020)
- Stanisław Kętrzyński (1876-1950)
- Stefan Kieniewicz (1907-1992)
- Emil Kipa (1886-1958)
- Jan Karol Kochanowski (1869-1949)
- Myron Korduba (1876-1947)
- Włodzimierz Lengauer
- Henryk Lulewicz (1950-2019)
- Juliusz Łukasiewicz (1923-2016)
- Jarema Maciszewski (1930-2006)
- Marian Małowist (1909-1988)
- Tadeusz Manteuffel (1902-1970)
- Antoni Mączak (1928-2003)
- Krzysztof Michałek (1955-2009)
- Roman Michałowski
- Karol Modzelewski (1937-2019)
- Wanda Moszczeńska (1896-1974)
- Henryk Mościcki (1881-1952)
- Lidia Mularska-Andziak (1957-2004)
- Maria Nietyksza (1936–2017)
- Henryk Paszkiewicz (1897-1979)
- Stanisław Piekarczyk (1924-1993)
- Andrzej Poppe (1926-2019)
- Edward Potkowski (1934-2017)
- Witold Pruss (1943-2005)
- Anna Radziwiłł (1939-2009)
- Henryk Samsonowicz (1930-2021)
- Jerzy Skowronek (1937-1996)
- Janusz Tazbir (1927–2016)
- Julia Tazbirowa
- Jerzy Tomaszewski (1930-2014)
- Wacław Tokarz (1873-1937)
- Tadeusz Wałek-Czernecki (1889-1949)
- Tadeusz Wasilewski (1933-2005)
- Maria Wawrykowa (1925-2006)
- Ludwik Widerszal (1909-1944)
- Paweł Wieczorkiewicz (1948-2009)
- Ewa Wipszycka
- Marian Wojciechowski (1927-2006)
- Janusz Woliński (1894-1970)
- Andrzej Wyrobisz (1931-2018)
- Andrzej Zahorski (1923-1992)
- Kazimierz Zakrzewski (1900-1941)
- Zofia Zielińska
- Benedykt Zientara (1928-1983)
- Zdzisław Zmigryder-Konopka (1897-1939)
- Anna Żarnowska (1931-2007)

## Siedziba
Siedziba Wydziału (a wcześniej Instytutu Historycznego) znajduje się w kampusie centralnym UW. Od 1938 roku jest tzw. Gmach Pomuzealny. Ten klasycystyczny budynek powstał w latach 1818–1820, według projektu Michała Kado. W latach 1820–1831 mieścił się tam Oddział Sztuk Pięknych Uniwersytetu Warszawskiego. W okresie tym w Sali Kolumnowej prezentowano kolekcję gipsowych odlewów rzeźb antycznych, w tym pochodzące z kolekcji króla Stanisława Augusta Poniatowskiego. Od roku 1863 Sala Kolumnowa pełniła funkcję głównego audytorium dla działającej wówczas Szkoły Głównej.
W sali nr 17, 26 października 1966 r. w budynku odbyło się spotkanie z Leszkiem Kołakowskim w dziesiątą rocznicę odwilży 1956 roku.
Na parterze gmachu (w sali B) w marcu-lipcu 1989 roku - podczas obrad Okrągłego Stołu - działał Komitet Obywatelski przy Lechu Wałęsie.
Wydział poza Gmachem Pomuzealnym wykorzystuje również znajdujący się na jego tyłach budynek magazynowy wzniesiony w 2011. Znajduje się w nim m.in. sala wykładowa, pomieszczenia administracyjne, pomieszczenia pracy dla bibliotekarzy oraz podziemny magazyn książek.